# Брезичани (Челинац)
Брезичани су насељено мјесто у општини Челинац, Република Српска, БиХ. Према попису становништва из 1991. у насељу је живјело 517 становника.

## Историја
Брезичани су опљачкани и спаљени 23. септембра 1941. када су усташе извршиле покољ становништва. Усташе међу којима су били и Украјинаци и Пољаци је предводио Суљо Буквић из Тешња. Један дио становника који није убијен, је одведен у усташки логор Јасеновац или у заробљеништво у Њемачку гдје су убијени.

## Споменик
У Брезичанима се налази спомен-плоча жртвама фашистичког терора посвећена Србима страдалим у усташком покољу који се десио 23. септембра 1941. Жртве злочина су сахрањене у колективне гробнице.

## Црква Свете Тројице
У Брезичанима се налази храм Српске православне цркве посвећен Светој Тројици. Цркву Свете Тројице је 16. маја 2010. освештао епископ бањолучки Јефрем. Брезичани припадају парохији Бранешци.

## Култура
Насеље је сједиште КУД „Младост“.

## Становништво
| Националност       | 1991. | 1981. | 1971. | 1961. |
| Срби               | 501   | 457   | 463   | 439   |
| Југословени        | 12    | 2     |       |       |
| Хрвати             | 1     |       | 1     |       |
| Црногорци          |       |       |       | 1     |
| остали и непознато | 3     | 2     | 8     |       |
| Укупно             | 517   | 461   | 472   | 440   |

| Демографија | Демографија | Демографија |
| Година      | Становника  | Становника  |
| ----------- | ----------- | ----------- |
| 1948.       | 545         |             |
| 1953.       | 413         |             |
| 1961.       | 440         |             |
| 1971.       | 472         |             |
| 1981.       | 461         |             |
| 1991.       | 517         |             |

## Познате личности
- Анђелко Дујаковић